# Волхонская, Антонина Николаевна
Антонина Николаевна Волхонская (1 августа 1931) — передовик советского сельского хозяйства, доярка совхоза «Нива» Гатчинского района Ленинградской области, полный кавалер ордена Трудовой Славы (1985). 

## Биография
Родилась в 1931 году на территории современного Гатчинского района Ленинградской области в крестьянской русской семье. Во время войны находилась на оккупированной территории, школу завершила в послевоенные годы. Затем обучалась в профессиональном училище, после окончания которого стала работать намотчицей на обувной фабрике "пролетарская Победа".
В 1957 году вступила в колхоз XXI партсъезда Гатчинского района. Работала полеводом, Учётчицей, бригадиром.   
С 1977 года работала на ферме дояркой, а позже оператором машинного доения. Стала инициатором бригадной организации труда. Благодаря её подходам в работе, хозяйству удалось добиться значительных экономических результатов, в том числе в животноводстве. По её инициативе были созданы звенья из двух рабочих, которые обслуживали до 100 коров.   
Указом Президиума Верховного Совета СССР от 10 марта 1976 года была награждена орденом Трудовой Славы III степени. 
Указом Президиума Верховного Совета СССР от 16 декабря 1980 года была награждена орденом Трудовой Славы II степени. 
В 1980-х годах колхоз "Нива" одним из первых в области превысил четырёхтысячные надои молока. К 1985 году взятые на себя социалистические обязательства были перевыполнены. Надои от каждой коровы за год составил более 4500 килограммов молока. Волхонская была самой передовой работницей животноводства и её показатели по надою составили более 6000 килограммов молока от каждой коровы в среднем за год.  
"За достижение высоких результатов в производстве, переработке и продаже государству сельскохозяйственной продукции на основе применения прогрессивных технологий и передовых методов организации труда" указом Президиума Верховного Совета СССР от 26 июня 1985 года Антонина Николаевна Волхонская была награждена орденом Трудовой Славы I степени. Стала полным кавалером Ордена Трудовой Славы.
В общей сложности проработала дояркой  более 30 лет. Является мастером-животноводом 1 класса. Избиралась депутатом в Елизаветинский сельский совет.
Проживает в деревне Шпаньково Гатчинского района.

## Награды и звания
- Орден Трудовой Славы I степени (26.06.1985);
- Орден Трудовой Славы II степени (16.12.1980);
- Орден Трудовой Славы III степени (10.03.1976);
- медали.